# Ditte Falkenberg
Ditte Falkenberg er en dansk meteorolog, der siden 2005 har været vært på TV 2 Vejret.
Falkenberg er uddannet i meteorologi fra Københavns Universitet og har tidligere været vejrvært på TvDanmark. 
Fra 2015 er hun blevet ny vært på Bingo Boxen som udbydes af Danske Spil, og som kan ses hver søndag kl. 12.10. i en direkte trækning på Kanal 5

## Ekstern henvisning
- Ditte Falkenbergs blog Arkiveret 23. april 2009 hos  Wayback Machine